# Route nationale 584
Pour les articles homonymes, voir Route nationale 584 (homonymie).
La route nationale 584 ou RN 584 était une route nationale française reliant le col de Jalcreste à Saint-Étienne-Vallée-Française. À la suite de la réforme de 1972, elle a été déclassée en RD 984.

## Ancien tracé du col de Jalcreste à Saint-Étienne-Vallée-Française (D 984)
- Col de Jalcreste
- Saint-André-de-Lancize
- Saint-Germain-de-Calberte
- Saint-Étienne-Vallée-Française